# San Marino op het Eurovisiesongfestival 2011
San Marino nam deel aan het Eurovisiesongfestival 2011 in Düsseldorf, Duitsland. Het was de 2de deelname van het land op het Eurovisiesongfestival. SMRTV was verantwoordelijk voor de San Marinese bijdrage voor de editie van 2011.

## Selectieprocedure
Op 10 december 2010 gaf de San Marinese nationale omroep te kennen te zullen deelnemen aan de volgende editie van het Eurovisiesongfestival. Aanvankelijk had de nationale omroep nochtans laten weten niet te zullen terugkeren op het festival, daar ze de financiën voor een nieuwe deelnamen niet op orde kreeg. Toen echter bleek dat Italië zou terugkeren na een afwezigheid van dertien jaar, deden de San Marinezen een extra inspanning om toch te kunnen deelnemen aan het festival, samen met buurland Italië.
Op 3 februari 2011 maakte SMRTV bekend dat Senit de kleine republiek mocht vertegenwoordigen op het Eurovisiesongfestival. Het lied waarmee ze naar Düsseldorf trekt, werd op 11 maart bekendgemaakt. Het werd het Engelstalige nummer Stand by.

## In Düsseldorf
In Düsseldorf trad San Marino aan in de eerste halve finale, op 10 mei. San Marino was als twaalfde van negentien landen aan de beurt, net na Malta en voor Kroatië. Bij het openen van de enveloppen bleek dat Senit zich niet had weten te plaatsen voor de finale. Na afloop van het festival werd duidelijk dat San Marino op de zestiende plaats was geëindigd, met 34 punten. Het was duidelijk dat het land vooral punten kreeg van de jury's. Volgens hen had San Marino zelfs een finaleplaats verdiend: in hun ranglijst werd Senit achtste, met 74 punten. Maar het televotende publiek was onverbiddelijk en plaatste San Marino op de laatste plaats, met amper acht punten. Dankzij de inbreng van de jury's kon een tweede laatste plaats voor San Marino dus vermeden worden.

### Gegeven punten aan San Marino
| 12 punten           | 10 punten | 8 punten  | 7 punten      | 6 punten               |
| ------------------- | --------- | --------- | ------------- | ---------------------- |
|                     |           | - Albanië |               | - Azerbeidzjan - Malta |
| 5 punten            | 4 punten  | 3 punten  | 2 punten      | 1 punt                 |
| - Armenië - Turkije |           |           | - Griekenland | - Kroatië - Georgië    |

### Punten gegeven door San Marino

#### Eerste halve finale
| 12 punten | Malta        |
| 10 punten | Turkije      |
| 8 punten  | Albanië      |
| 7 punten  | Armenië      |
| 6 punten  | Griekenland  |
| 5 punten  | Azerbeidzjan |
| 4 punten  | Kroatië      |
| 3 punten  | Servië       |
| 2 punten  | Georgië      |
| 1 punt    | Rusland      |

#### Finale
| 12 punten | Italië              |
| 10 punten | Azerbeidzjan        |
| 8 punten  | Griekenland         |
| 7 punten  | Georgië             |
| 6 punten  | Zweden              |
| 5 punten  | Servië              |
| 4 punten  | Denemarken          |
| 3 punten  | Frankrijk           |
| 2 punt    | Verenigd Koninkrijk |
| 1 punt    | Slovenië            |